# Gaffel (bestik)
 For alternative betydninger, se Gaffel. (Se også artikler, som begynder med Gaffel)
 Der er for få eller ingen kildehenvisninger i denne artikel, hvilket er et problem. Du kan hjælpe ved at angive troværdige kilder til de påstande, som fremføres i artiklen.

En gaffel er et redskab man kan bruge til at håndtere mad med. Fra tilberedning til indtagelse. 
Den almindelige gaffel, som benyttes til at spise med, kaldes en spisegaffel og indgår normalt i et bestik sammen med en kniv og en ske.